# L'Œil du Kraken
 (juillet 2025).
Motif : Aucune source
- Archive Wikiwix
- Bing
- Cairn
- DuckDuckGo
- E. Universalis
- Gallica
- Google
- G. Books
- G. News
- G. Scholar
- Persée
- Qwant
- (zh) Baidu
- (ru) Yandex
- (wd) trouver des œuvres sur Wikidata

| 1. | Préciser le motif de la pose du bandeau. | Précisez le motif de la pose du bandeau en utilisant la syntaxe suivante : {{admissibilité à vérifier\|date=juillet 2025\|motif=remplacez ce texte par le motif}}                    |
| 2. | Informer les utilisateurs concernés.     | Pensez à avertir le créateur de l'article, par exemple, en insérant le code ci-dessous sur sa page de discussion : {{subst:avertissement admissibilité à vérifier\|L'Œil du Kraken}} |

L'Œil du Kraken est un jeu vidéo d'aventure en 2D gratuit et fourni en libre téléchargement, édité par la société indépendante canadienne Absurdus.

## L'intrigue
Le Glutomax prendra une semaine avant d'atteindre l'île Hyade. C'est le temps dont disposera Abdullah pour découvrir lequel des louches et anachroniques passagers a dérobé l'Œil du Kraken. Cette tâche est d'une importance capitale car s'il arrive sur l'île, le voleur pourra tenter d'éveiller le Grand Kraken et ainsi dominer la planète...

## Bonus
Le joueur ne doit pas hésiter à explorer chaque coin et recoin du décor.
Une fois qu'il a résolu l'énigme (dont la fin fait appel à une hypothétique suite), il peut rester jusqu'à la fin du générique et même au-delà pour suivre une conversation entre certains personnages du jeu, avant de cliquer pour quitter.